# Café con leche (serie de televisión)
Café con leche es una serie de televisión de 13 episodios, dirigida por Miguel Hermoso, producida por José Frade y emitida por Televisión Española en 1998.

## Argumento
Esta serie cuenta la historia de los Valero y los Espinosa, dos familias que viven puerta con puerta en un edificio del barrio madrileño de Chamartín. 
Los Valero, que son los dueños de la panadería del barrio, son una familia española compuesta por Ramón y Lucía, que viven con sus dos hijos: Moncho, de catorce años, y Candela, de nueve. Con ellos vive también el abuelo Mariano, padre de Ramón. 
Por su parte, los Espinosa proceden de la República Dominicana; la familia está encabezada por Julio, que trabaja de saxofonista, y Patricia, ama de casa. Con ellos viven sus tres hijos: Mireya, de quince años; Eva, de nueve, y Lucho, de cuatro.
Las tramas de cada episodio a menudo se basan en rivalidades reales o imaginarias entre ambos padres de familia, pues Ramón es un hombre tradicional y amante de la vida tranquila, mientras que Julio es despreocupado y aficionado a la diversión. Por su parte, Lucía y Patricia normalmente tienen buena relación, aunque también ellas chocan por diferentes cuestiones en algunos episodios.
También entre los hijos de los Valero y los Espinosa se dan roces, tanto positivos como negativos. Moncho está enamorado de Mireya, que no deja de rechazarlo siempre que él insinúa su deseo de ser su novio; sin embargo, ella siente celos cada vez que él inicia una relación amorosa con otra chica. Por su parte, Candela y Eva mantienen una gran amistad a lo largo de toda la serie.
Los roces, malentendidos y conflictos entre ambas familias centran el hilo argumental de la serie, siempre desde la perspectiva del humor.

## Presupuesto
El presupuesto de la serie fue de 2,1 millones de euros. Aunque estaba prevista su emisión a través de La 1 de TVE, finalmente se estrenó en TVE Internacional.

## Reparto
Familia Valero
- Santiago Ramos ... Ramón
- Elena Martín ... Lucía
- José Luis López Vázquez ... Mariano
- Israel Rodríguez ... Moncho
- Mayrene Gómez ... Candela

Familia Espinosa
- Wilfredo Candebat ... Julio
- Monse Duany ... Patricia
- Virginia Mengual ... Mireya
- Jeimy Alvino ... Eva
- Kevin Marte ... Lucho

## Episodios
1. Si dos quieren, dos discuten: Los dos cabezas de familia se enfrentan agriamente y sus dos mujeres inventan una estratagema para intentar reconciliarlos. Pero una confusión acaba por embarullarlo todo.
2. Puedo prometer y prometo: Se va a elegir nuevo presidente de la comunidad y tanto Ramón como Julio quieren ese puesto. Y van a hacer lo imposible por conseguirlo. Moncho, el hijo de los Valero, ayudado por las niñas, se ha empeñado en desbaratar el noviazgo de Mireya.
3. Donde hay patrón: Lucía plantea a su marido que necesita un ayudante en la panadería. Primero lo intentan con el abuelo y la experiencia acaba en un desastre. Entonces Lucía le propone el puesto a su vecina Patricia Espinosa. ¿Será posible que los dos cabezas de familia hagan las paces?
4. El príncipe azul que yo soñé: Lucía y Patricia se hacen confidencias. Quieren mucho a sus maridos pero les gustaría que ellos les prestaran un poco más de atención. Al mismo tiempo, las niñas se encuentran como una sorpresa fantástica. Pero el asunto se embrolla inesperadamente.
5. Este negocio es una ruina: Julio consigue, no se sabe cómo, convencer a Ramón para montar juntos un club nocturno. La idea que cada uno tiene de cómo debe ser un local de moda es bien diferente; el enfrentamiento está asegurado. Moncho se echa novia y ahora es Mireya la que no se toma nada bien el asunto.
6. Las noches de Mariano: Surge una nueva y sorprendente amistad entre el abuelo de los Valero y Julio Espinosa. Ramón, aunque se niegue a reconocerlo, sufre un inesperado ataque de celos filiales y acaba peleándose con su padre. Lucho, el pequeño de los Espinosa, parece tener problemas para encontrar amigos. ¿Qué pueden hacer los padres en una situación como ésta?
7. Esto no es Hollywood: El abuelo se ha enamorado y habrá boda a estas alturas. Por su parte, los dos matrimonios, los Valero y los Espinosa, son elegidos para participar en un famoso concurso de televisión, aunque al final todo termina de una manera muy diferente a como ellos esperaban.
8. Si caben 5, caben 10: La casa de los Valero sufre una inesperada invasión de termitas y, mientras es fumigada, no tienen más remedio que trasladarse todos a casa de los Espinosa. La convivencia de las dos familias en una sola casa no será fácil; el asunto se complica cuando el abuelo acepta cuidar por unos días un camaleón.
9. Que viva España: A Julio le han concedido la nacionalidad española. El hombre, loco de alegría, se prepara concienzudamente para jurar la constitución. Ramón, como no podía ser de otra manera, organiza un embrollo que a punto esta de acabar en catástrofe. ¿Logrará finalmente Julio ser un español de pleno derecho?
10. Luna llena: Aparece el fantasma de los celos. Lucía cree descubrir que Ramón, su marido, se siente atraído por su vecina Patricia. Convertida en una improvisada detective, comienza a vigilarlos a los dos. Moncho lleva a casa un extraño y nuevo amigo, despertando las sospechas de todos.
11. El enfermo imaginario: Al equipo juvenil de futbol que entrena Ramón le ha correspondido jugar la eliminatoria de copa contra el campeón. La paliza que les van a pegar puede representar para él la mayor humillación de su vida y, buscando la forma de escabullirse, mete en un lio tremendo al pobre Julio. Mireya necesita ayuda con la literatura y recurre a Lucía, pero el engaño es descubierto y el asunto se complica.
12. El pez grande: Ramón está furioso. Cerca de su panadería acaban de abrir una gasolinera que, entre otras cosas, vende también pan. Organiza una campaña entre los comerciantes del barrio para concienciarlos de que ha llegado el momento de levantarse en armas contra el poder de las multinacionales. Lucía recibe una sorprendente noticia: una famosa editorial quiere publicar sus cuentos.
13. La cigüeña indecisa: La sorpresa viene de parte de Patricia: está embarazada. Parece que a Lucía le han entrado de repente unas ganas terribles de ser madre otra vez y a Ramón no le gusta nada la idea. Moncho y Mireya han organizado un enredo amoroso muy complicado. Mientras, el abuelo se ha metido en un negocio delirante.

## Ficha Técnica
- Dirección: Miguel Hermoso.
- Producción: José Frade.
- Guiones: Miguel Hermoso.
- Música original: Óscar Gómez.
- Fotografía: Tote Trenas.
- Montaje: Juan Carlos Arroyo
- Diseño de producción: Alejandra Frade.